# Elezioni parlamentari a Malta del 1939
Le elezioni parlamentari a Malta del 1939 si tennero il 22 e 24 luglio e videro la vittoria del Partito Costituzionale.

## Risultati
| Liste                  | Voti   | %     | Seggi |
| ---------------------- | ------ | ----- | ----- |
| Partito Costituzionale | 19 156 | 54,51 | 6     |
| Partito Nazionalista   | 11 618 | 33,06 | 3     |
| Partito Laburista      | 3 100  | 8,82  | 1     |
| Indipendenti           | 1 265  | 3,60  | –     |
| Totale                 | 35 139 | 100   | 10    |